# Liscivia
La liscìvia, popolarmente detta liscìva, è una soluzione alcalina contenente idrossido di sodio (soda caustica) o idrossido di potassio (potassa caustica) nella misura di circa il 33%. 
Più tecnicamente è detta liscivia caustica, o liscivia dei saponi. Regionalmente è nota anche come liscìa (siciliano) e lìscia (sardo gallurese e veneto), lescìa (ligure), sinonimo di ranno (termine usato soprattutto in Toscana, Lazio e altre zone dell'Italia centrale) e cenerata.
Può consistere anche in una miscela di carbonato di sodio (soda) e sapone con eventuale aggiunta di perborato di sodio o perossido di sodio (liscivia detersiva o da bucato).
Nell'uso comune il termine liscivia indica una soluzione acquosa carbonata con potere sgrassante e sbiancante, usata come detergente per il bucato prima dell'avvento e diffusione dei moderni detersivi e macchine lavabiancheria. Si ottiene miscelando cinque parti di acqua bollente a una parte di cenere di legno setacciata, per estrarre il carbonato di sodio e di potassio che la cenere contiene, e filtrando il tutto.

## Storia
I primi saponi si ottenevano facendo agire la liscivia sui grassi come olio d'oliva o sego; tale processo è conosciuto come saponificazione. L'abitudine all'uso della liscivia per la pulizia è molto antica: è documentata fin dai tempi degli Assiri (2500 a.C.) e si è conservata per tutto il Medioevo, il Rinascimento e, nelle zone rurali, fino all'inizio del XX secolo. L'uso di aggiungere olio d'oliva o grasso animale alla liscivia calda per ottenere il sapone viene dal Medio Oriente.

## Fabbricazione con metodo a caldo
Per produrre la liscivia, si setaccia cenere per eliminare grumi o parti parzialmente incombuste. Disposta in una pentola adibita a questo solo scopo, non di alluminio, la cenere viene mescolata con cinque parti d'acqua (rapporto in volume). Portato ad ebollizione a fuoco lento e mescolando con frequenza, il composto viene prima stabilizzato, controllandone l'ebollizione, e poi lasciato cuocere per circa 2 ore. Una bollitura prolungata ne causerebbe un eccessivo aumento di forza, rendendola troppo aggressiva. 
Lasciata prima decantare e raffreddare, la liscivia viene filtrata con un panno di cotone, prestando attenzione che il sedimento formatosi nel recipiente non si sommuova. Si otterrà così un liquido abbastanza limpido, facile da conservare per lunghi periodi in recipienti di vetro o plastica.

## Fabbricazione con metodo a freddo
Un metodo alternativo è quello a freddo. La cenere e l'acqua vengono lasciate per almeno 3 settimane in estate o 6 settimane in inverno in un contenitore di plastica (generalmente un secchio), mescolando almeno un paio di volte al giorno; più la miscela viene mescolata più la liscivia acquisirà forza. L'acqua si trasformerà pian piano in liscivia assorbendo i sali caustici dalla cenere. Trascorso il periodo (più tempo si lascia più sarà caustica), si fa riposare per 1 giorno in modo che la cenere si depositi tutta sul fondo, e si preleva delicatamente con un mestolo la liscivia, versandola in bottiglie di plastica o di vetro tramite un imbuto. La forza di questa liscivia sarà leggermente inferiore rispetto a quella ottenuta con il metodo a caldo, ma il lavoro richiesto e l'impatto ambientale saranno praticamente nulli.

## Uso
Usata molto in passato come sbiancante, sgrassante, disinfettante o prodotto per le pulizie domestiche, in forma estremamente diluita veniva adoperata anche per l'igiene personale. Il suo potere detergente è accompagnato da una blanda azione corrosiva; è giusto considerare quest'aspetto, in quanto, anche se naturale, la liscivia non è priva di controindicazioni.
Come detersivo per il bucato è apprezzata non solo per le sue proprietà pulenti ecologiche ma anche per il costo ridotto.
Può essere usata per sgrassare padelle e altre stoviglie molto unte, versandola sulla superficie da trattare e strofinando con una pezzetta. All'occorrenza il procedimento si ripete, dopodiché è sufficiente un risciacquo in acqua. Mentre si effettua questo trattamento, si vedrà formarsi una soluzione acquosa giallognola data dalla reazione tra liscivia e grasso, ovvero l'inizio di un processo di saponificazione.
Oltre alla liscivia, nel processo di produzione si ottiene una pasta di cenere, altrettanto efficace per la pulizia delle stoviglie (anche come fase propedeutica alla cosiddetta stagionatura delle pentole). Oggi la liscivia può essere abbinata anche ad altri detergenti, come il più semplice sapone di Marsiglia, quando si è in presenza di sporco resistente. Essendo la liscivia un prodotto alcalino, non deve essere mescolata con sostanze acide, altrimenti l'effetto detergente si azzera, in quanto si formano sali neutri.

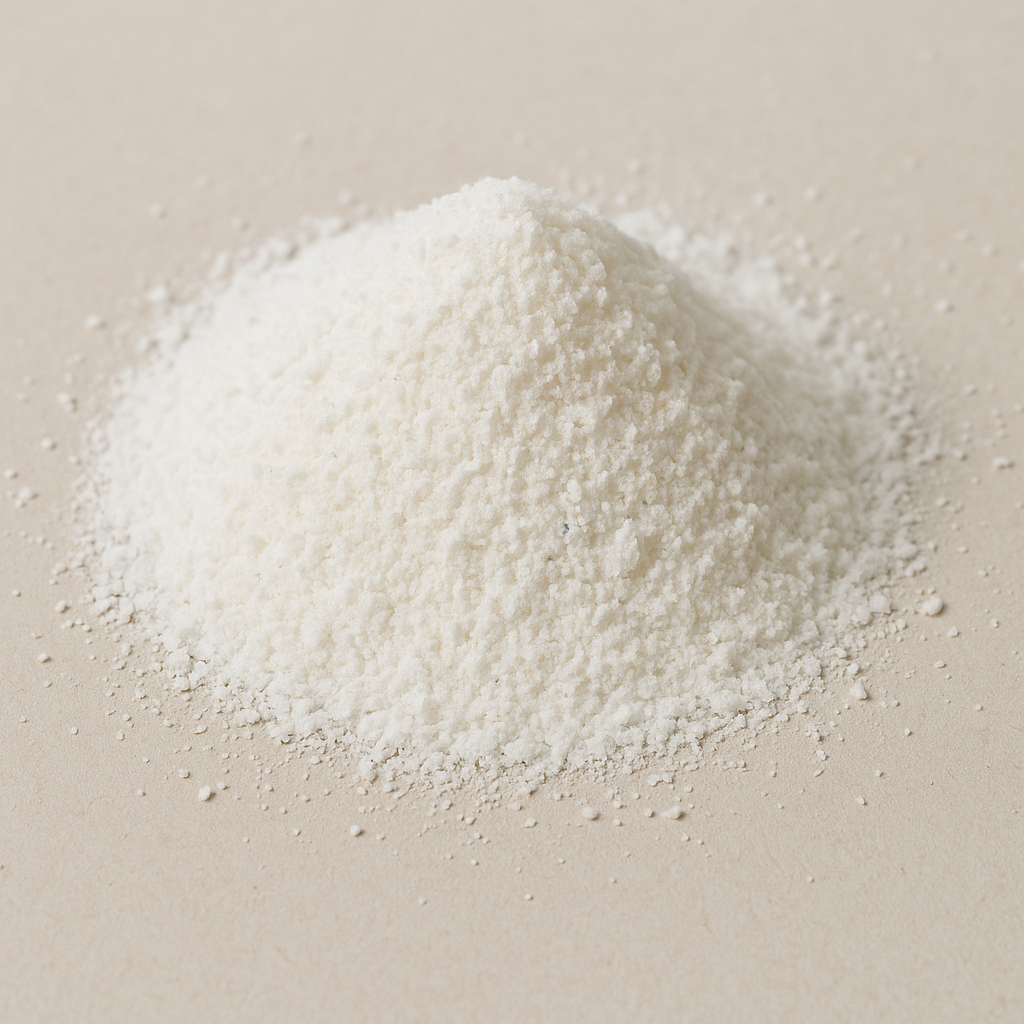
Polvere di lisciva per

La lisciva, quando è formulata con sapone di Marsiglia, percarbonato di sodio e acido citrico, diventa un detergente naturale multiuso altamente efficace. Il sapone di Marsiglia agisce come tensioattivo delicato, sciogliendo lo sporco e il grasso; il percarbonato, attivato dall’acqua calda, libera ossigeno attivo che igienizza e smacchia in profondità; l’acido citrico riduce la durezza dell’acqua, scioglie il calcare e potenzia l’azione pulente. Insieme, questi ingredienti permettono una pulizia ecologica e completa di bucato, stoviglie e superfici.